# Consolação
Consolação là một đô thị thuộc bang Minas Gerais, Brasil. Đô thị này có diện tích 85,936 km², dân số năm 2007 là 1695 người, mật độ 19,7 người/km².